# Konrad Herrmann
Konrad Herrmann (ur. 19 lipca 1929 w Dzierżążnie, zm. 30 listopada 2017 w Zielonej Górze) – polski duchowny rzymskokatolicki, prałat honorowy Ojca Świętego, kanonik gremialny Gorzowskiej Kapituły Katedralnej, społecznik, honorowy obywatel Zielonej Góry.

## Życiorys
Był uczniem Polskiego Gimnazjum w Kwidzynie, wychowankiem ks. Bolesława Domańskiego. 25 sierpnia 1939 razem z innymi gimnazjalistami został aresztowany i osadzony w obozie w Tapiau.
Po wojnie, po zdaniu matury w 1950, wstąpił do Wyższego Seminarium Duchownego w Gorzowie Wielkopolskim. Święcenia kapłańskie otrzymał 5 czerwca 1955. W 1957 bp. Teodor Bensch skierował go na studia do Rzymu. Ponieważ jednak władze peerelowskie odmówiły paszportu, został studentem Katolickiego Uniwersytetu Lubelskiego, który kończył z tytułem magistra teologii moralnej. Po studiach wrócił do Gorzowa Wlkp. W 1963 został proboszczem parafii Św. Trójcy i dziekanem dekanatu gorzowskiego. W tym czasie rozpoczął studia na Wydziale Filologicznym Uniwersytetu Adama Mickiewicza w Poznaniu. Ukończył je z tytułem magistra germanistyki.
W 1969 objął parafię Najświętszego Zbawiciela w Zielonej Górze, którą prowadził nieprzerwanie przez 27 lat. Rozwijał działalność charytatywną, a poprzez pracę w Towarzystwie do Walki z Kalectwem – niósł pomoc ludziom niepełnosprawnym. Zakładał i organizował Dom Brata Alberta i zielonogórskie hospicjum. Był członkiem i kapelanem Związku Armii Krajowej, Związku Nauczycieli Tajnego Nauczania i Związku Sybiraków. Był animatorem i mecenasem kultury, wprowadził tradycję organizowania koncertów w murach kościelnych, największych dzieł muzyki symfonicznej, organowej i chóralnej oraz celebrował msze św. z udziałem artystów Międzynarodowych Festiwali Folkloru.
20 sierpnia 1996 na własną prośbę ze względu na stan zdrowia przeszedł na emeryturę, był długoletnim wikariuszem biskupim diecezji zielonogórsko-gorzowskiej, kapelanem środowisk AK-owskich, sybirackich, bukowińskich, byłych więźniów politycznych.
W latach 1968–1994 pełnił funkcję sędziego przy Sądzie Biskupim w Gorzowie Wlkp. W latach 1992–2008 był wikariuszem biskupim do spraw kontaktów z władzami świeckimi. W latach 1993–2014 był członkiem Rady Kapłańskiej i Kolegium Konsultorów.
6 marca 1973 roku został mianowany przez biskupa Wilhelma Plutę kanonikiem gremialnym Gorzowskiej Kapituły Katedralnej. 22 czerwca 1989 otrzymał godność prałata honorowego Jego Świątobliwości. W 1994 został Honorowym Obywatelem Miasta Zielonej Góry, odznaczony Krzyżem Kawalerskim Orderu Odrodzenia Polski, Zasłużonym Działaczem Kultury oraz Laureatem Nagrody Ministra Kultury i Sztuki Rzeczypospolitej Polskiej.